# Flagge Niedersachsens

Flagge Niedersachsens
Seitenverhältnis 2:3

Dienstflagge Niedersachsens zur See
Seitenverhältnis 2:3

Die Flagge Niedersachsens besteht aus dem von der Flagge der Bundesrepublik Deutschland übernommenen Schwarz-Rot-Gold, in dem sich das etwas zum Mast hin verschobene, niedersächsische Landeswappen – das Sachsenross befindet. Diese Flagge dient an Land sowohl als Landes- als auch als Dienstflagge.
Die Flagge wurde am 13. April 1951 zunächst durch die Vorläufige Niedersächsische Verfassung eingeführt, welche am 1. Mai 1951 in Kraft trat. Die näheren Ausführungen der Flagge sind aber erst seit dem Gesetz über Wappen, Flaggen und Siegel vom 13. Oktober 1952 geregelt.
Die Dienstflagge zur See ist Landesflagge in der Form des Doppelstanders. Während in anderen Ländern zur See die deutsche Nationalflagge als Hauptflagge verwendet wird, und die Landesdienstflagge an untergeordneter Stelle geführt wird, führt Niedersachsen als einziges Land seine Dienstflagge zur See als Hauptflagge.

## Geschichte
Diese Flagge wurde 1951 entworfen, um für das nach dem Zweiten Weltkrieg neu entstandene Bundesland Niedersachsen eine neutrale Flagge zu erhalten, die keinen der vorher auf diesem Gebiet bestehenden ehemals selbständigen Landesteile Hannover, Braunschweig, Oldenburg und Schaumburg-Lippe benachteiligt oder bevorzugt. Bis zur offiziellen Einführung der jetzt gültigen Flagge Niedersachsens wurden weithin die in den jeweiligen Gebieten vorher verwendeten Landesflaggen auch bei offiziellen Anlässen verwendet. Parallel dazu existierte eine an die welfisch-hannoversche Flagge angelehnte gelb-weiß-quergestreifte Flagge mit dem Landeswappen in der Mitte, die jedoch in den nicht-hannoverschen Landesteilen häufig auf Ablehnung stieß und auch nie offiziell als Flagge bestimmt wurde.
Heutzutage haben die früheren Landesflaggen Hannovers, Braunschweigs, Oldenburgs und Schaumburg-Lippes nach wie vor noch – wenn auch weitgehend nur folkloristische – Bedeutung, beispielsweise bei Volksfesten.

Flagge der (preußischen) Provinz Hannover sowie des Landes Hannover
Flagge des Landes Hannover 1946
Flagge des Landes Oldenburg
Flagge des Landes Braunschweig
Flagge des Landes Schaumburg-Lippe

## Regelmäßige Beflaggungstage
In Niedersachsen ist eine tägliche landesweite Beflaggung aller Dienstgebäude des Landes nicht vorgesehen. Die Dienstgebäude werden nur an besonderen Tagen beflaggt.
- 27. Januar: Tag des Gedenkens an die Opfer des Nationalsozialismus (halbmast)
- 11. März: Nationaler Gedenktag für die Opfer terroristischer Gewalt (halbmast)
- 1. Mai: Feiertag der Arbeit
- 9. Mai: Europatag
- 23. Mai: Jahrestag der Verkündung des Grundgesetzes
- 1. Juni: Jahrestag des Inkrafttretens der Niedersächsischen Verfassung
- 17. Juni: Tag zum Gedenken an den Volksaufstand in der ehemaligen DDR
- 20 Juni: Gedenktag für die Opfer von Flucht und Vertreibung
- 20. Juli: Tag zum Gedenken an die Männer und Frauen der deutschen Widerstandsbewegung gegen den Nationalsozialismus
- 3. Oktober: Tag der Deutschen Einheit
- am zweiten Sonntag vor dem 1. Advent: Volkstrauertag (halbmast)
- sowie an den Tagen allgemeiner Wahlen (Wahl zum Europäischen Parlament, Bundestags-, Landtags- und Kommunalwahlen)